# Elemér Szathmáry
Elemér Szathmáry (* 16. Februar 1926 in Budapest; † 17. Dezember 1971 in Sydney) war ein ungarischer Schwimmer, der bei Olympischen Spielen eine Silbermedaille und bei Europameisterschaften zwei Bronzemedaillen gewann.

## Sportliche Karriere
Elemér Szathmáry schwamm für Újpesti TE.
Bei den ersten Nachkriegseuropameisterschaften, die 1947 in Monte Carlo ausgetragen wurden, gewann der Franzose Alex Jany über 100 Meter Freistil vor dem Schweden Per-Olof Olsson. Elemér Szathmáry erschwamm die Bronzemedaille in 59,6 Sekunden. In der 4-mal-200-Meter-Freistilstaffel siegten die Schweden vor den Franzosen. Dahinter erkämpfte die ungarische Staffel mit Imre Nyéki, Géza Kádas, György Mitró und Elemér Szathmáry die Bronzemedaille. Im Jahr darauf bei den Olympischen Spielen 1948 in London erreichte Szathmáry in 59,7 Sekunden das Halbfinale über 100 Meter Freistil. Dort schied er als Sechster seines Laufs aus. Die 4-mal-200-Meter-Freistilstaffel mit Elemér Szathmáry, György Mitró, Imre Nyéki und Géza Kádas gewann ihren Vorlauf vor der Staffel aus den Vereinigten Staaten. Im Finale schwamm die US-Staffel mit vier anderen Schwimmern als im Vorlauf, während die Ungarn in der gleichen Besetzung antraten. Die Staffel aus den Vereinigten Staaten siegte in neuer Weltrekordzeit von 8:46,0 Minuten. Die Ungarn blieben in neuer Europarekordzeit von 8:48,4 Minuten ebenfalls unter dem seit 1936 bestehenden alten Weltrekord.